# Station Hattorf
Station Hattorf (Haltepunkt Hattorf) is een spoorwegstation in de Duitse plaats Hattorf am Harz, in de deelstaat Nedersaksen. Het station ligt aan de spoorlijn Northeim - Nordhausen.

## Indeling
Het station beschikt over twee zijperrons, die niet zijn overkapt maar voorzien van abri's. De perrons zijn verbonden via een overweg in de straat Bahnhofstraße. Rondom het station zijn er een aantal parkeerplaatsen en fietsenstallingen. Aan de noordzijde staat het stationsgebouw van Hattorf, maar deze wordt als dusdanig niet meer gebruikt.

## Verbindingen
De volgende treinseries doen het station Hattorf aan:
| Serie | Treinsoort                   | Route                                                                                                | Bijzonderheden                                                         |
| ----- | ---------------------------- | --- | ---------------------------------------------------------------------- |
| RB 80 | Regionalbahn (DB Regio Nord) | Göttingen – Northeim (Han) – Hattorf – Herzberg (Harz) – Bad Lauterberg im Harz Barbis – Nordhausen  | Eenmaal per twee uur                                                   |
| RB 81 | Regionalbahn (DB Regio Nord) | Nordhausen – Bad Lauterberg im Harz Barbis – Herzberg (Harz) – Hattorf – Northeim (Han) – Bodenfelde | Eenmaal per twee uur; versterkingsritten tussen Bodenfelde en Northeim |